# William Coblentz

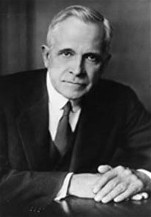
William Coblentz

William Weber Coblentz (* 20. November 1873 in North Lima, Ohio; † 15. September 1962 in Washington, D.C.) war ein US-amerikanischer Physiker und Astronom. Er machte bedeutende Forschungen in der Infrarot-Spektroskopie, für die er als Pionier gilt, und Infrarotastronomie.

## Leben
Coblentz hatte deutsch-schweizerische Vorfahren und wuchs auf dem Land in bescheidenen Verhältnissen auf, so dass er erst 1896 die High School beenden konnte. Er studierte ab 1896 Physik an der Case Western Reserve University (damals Case School of Applied Science) mit dem Bachelorabschluss 1900 und an der Cornell University, wo er 1901 seinen Masterabschluss machte (Infra-Red spectra of Asphalt) und 1903 bei Edward L. Nichols promoviert wurde (Some Optical Properties of Iodine). Danach forschte er noch zwei Jahre mit einem Stipendium der Carnegie Foundation an der Cornell University, bevor er 1905 dem National Bureau of Standards beitrat, dessen radiometrische Abteilung er 1905 gründete und bis zu seiner Pensionierung 1945 leitete.
Coblentz ist in den USA ein Pionier in der Infrarotspektroskopie. Er vermaß viele Spektren mit hoher Genauigkeit mit einem von ihm entwickelten Spektrometer und veröffentlichte sie in einem Buch 1905. Seine Untersuchungen waren auch der erste Hinweis auf die Möglichkeit, funktionelle Gruppen in der Chemie in den Spektren nachzuweisen und das Infrarotspektrum als Fingerabdruck von Molekülgruppen zu verwenden, was aber erst viel später aufgenommen wurde. Er maß auch die Infrarotstrahlung von Sternen, Planeten und Nebel. Einen ersten Infrarotdetektor entwickelte er 1913 für das Lick Observatory. Mit Carl Lampland (1873–1951) vom Lowell Observatory fand er aus den Unterschieden der Infrarotspektren des Mars bei Tag und Nacht Hinweise auf eine dünne Atmosphäre. Seine Bestimmung der Konstanten der Schwarzkörperstrahlung bestätigte das plancksche Strahlungsgesetz. Daneben befasste er sich auch mit anderen Gebieten der Physik, zum Beispiel Biolumineszenz (Glühwürmchen), in späteren Jahren mit UV-Strahlung und ihrer medizinischen Anwendung (therapeutisch (1938) und als Auslöser von Hautkrebs (1948)) und sogar mit Parapsychologie. Er hielt zehn Patente, unter anderem für eine Solarzelle.
In Anerkennung seiner Leistungen in der Infrarotastronomie wurden Krater auf dem Mond und Mars nach ihm benannt. Die Coblentz Society, die sich der Vibrationsspektroskopie widmet, ist ihm zu Ehren benannt und vergibt eine Coblentz Medal. 1920 erhielt Coblentz die Jansen-Medaille der französischen Akademie der Wissenschaften. Er erhielt 1910 die Howard N. Potts Medal des Franklin Institute, die Rumford Medal der American Academy of Arts and Sciences und 1945 die Frederic Ives Medal der Optical Society of America. 1930 wurde Coblentz in die National Academy of Sciences gewählt. Seit 1959 trägt der Coblentz Peak seinen Namen, ein Berg im Grahamland auf der Antarktischen Halbinsel.

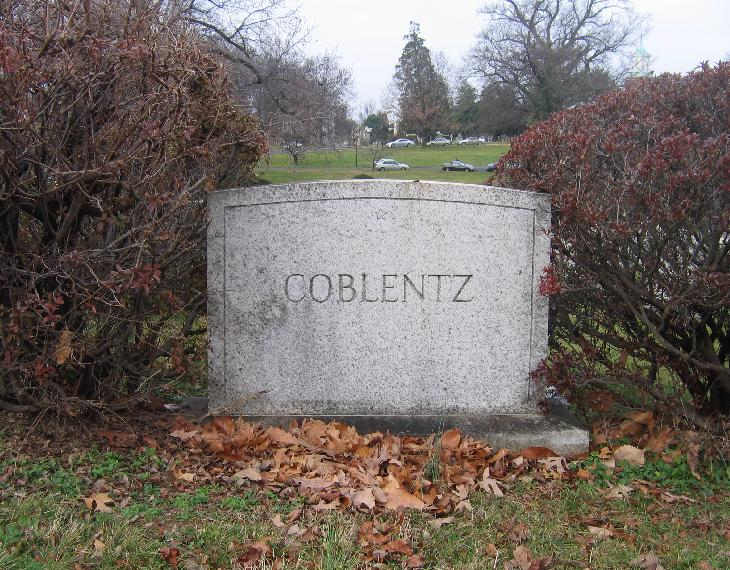
Grabstein von Coblentz und Familie, Rock Creek Cemetery, Washington D. C.

1924 heiratete er Catherine Cate Coblentz (1897–1951), eine Autorin von Kinderbüchern.

## Schriften
- Investigations of Infra-Red Spectra. Carnegie Institution 1905 (das Buch ist später mehrmals nachgedruckt worden, Online).
- From the life of a researcher. Philosophical Library, New York 1951 (Autobiographie).